# Prosopocera imbellis
Prosopocera imbellis là một loài bọ cánh cứng trong họ Cerambycidae.